# Dennis Jonsson
John Dennis Ingvar Jonsson, född 16 februari 1983 i Göteborg, är en svensk fotbollsspelare. Han utnämndes till "Årets ärkeängel" säsongen 2006 av IFK Göteborgs supporterklubb Änglarna. Avslutade karriären efter säsongen 2011.

## Allsvenska meriter
- Allsvensk debut: (H) AIK 2-0, 2002
- Första allsvenska mål: (H) AIK 2-0, 2002

## Klubbar
- Hisingstads IS (–1996)
- IFK Göteborg (1996–2006)
- Raufoss IL (2006–2007)
- Örgryte IS (2008–2011)